# Montagne de Cagna
La montagne de Cagna (ou de Cagne, A Cagna en corse) est un chaînon situé dans le Sud de la Corse à l'extrémité méridionale du massif du Monte Incudine et culminant à 1 371 m d'altitude. Elle sépare les régions du Freto et de la Rocca.
Dernier rempart méridional de l'île, la Cagna, véritable muraille granitique, connue pour ses immenses chaos rocheux et sa forêt de sapins, est un élément majeur du paysage du Freto. Elle barre l'horizon tant depuis Porto-Vecchio que Bonifacio.

## Géographie

### Situation
La montagne de Cagna se dresse entre la vallée de l'Ortolo (partie de la Rocca, région de Sartène) au nord-ouest et la plaine de Figari (située au cœur du Freto, région de Bonifacio) au sud-est.
Elle constitue la dernière montagne du sud de la Corse, le relief devenant ensuite moins marqué entre Porto-Vecchio et Bonifacio.

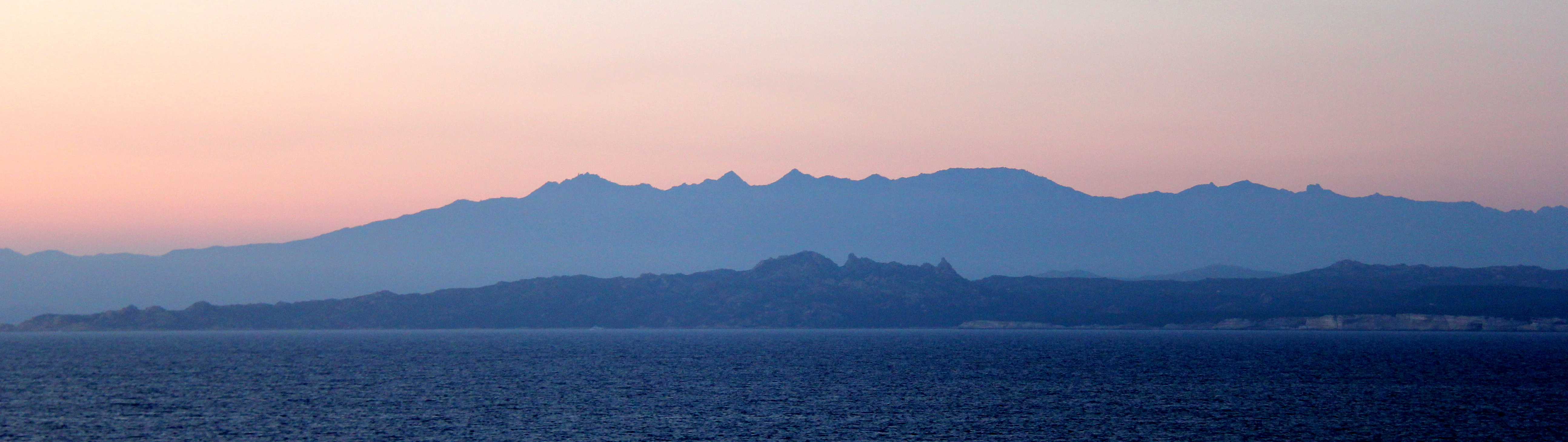
Vue d'ensemble de la Cagna depuis les bouches de Bonifacio.

### Topographie

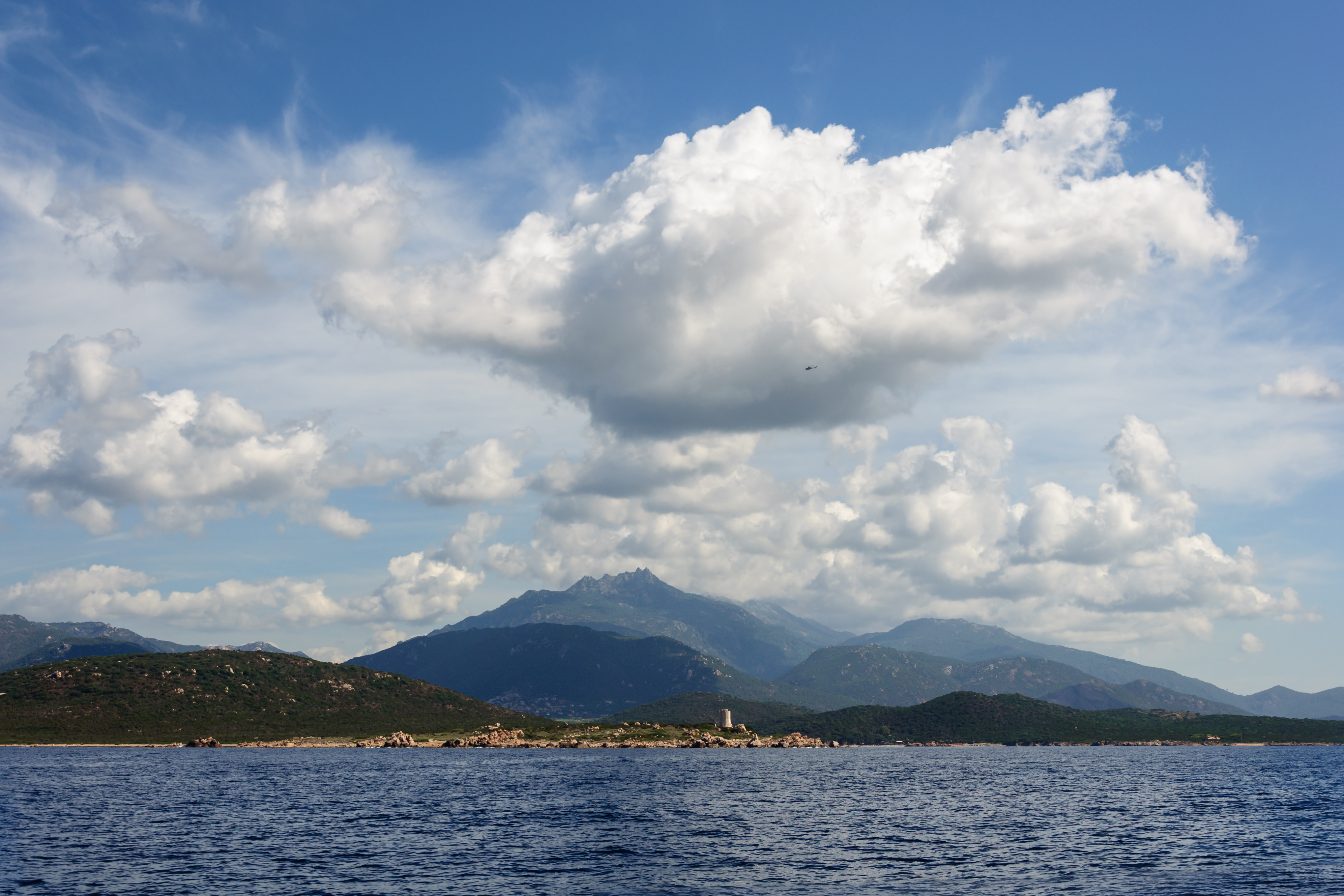
La Cagna vue du littoral de Monacia-d'Aullène.

La montagne de Cagna correspond à la partie la plus méridionale du massif du Monte Incudine et de la montagne corse. Elle débute au col de Bacinu qui le sépare du massif de l'Ospedale dominé par la Punta di a Vacca Morta.
Sa physionomie générale est très caractéristique : il s'agit principalement de gros blocs granitiques tantôt nus, tantôt couverts de végétation (maquis, pins maritimes ou sapins selon l'altitude) y rendant l'orientation extrêmement compliquée.
Les principaux sommets, du nord-est au sud-ouest, sont :
- Punta di U Capeddu : son nom (« pointe du Chapeau », en français) vient de sa forme caractéristique ressemblant à un bicorne quand on l'aperçoit de la pian' d'Avrettu (ou pian' da Freto) qui correspond à la plaine de Figari ;
- Punta Furcuta ;
- Cima di U Malpassu, sommet du massif à 1 371 mètres ;
- Punta d'Uvacce
- Punta di Monacu : véritable « pyramide » très caractéristique et facilement reconnaissable. Cette montagne fut le théâtre d'un crash aérien[2], le 10 mai 1944, durant la Seconde Guerre mondiale : cinq personnes y décédèrent[3]. Une stèle avait été érigée en 2006 au cimetière marin de Bonifacio[4] avant le vol de la plaque commémorative en 2008 ;
- l'Omu di Cagna, terminaison naturelle de la montagne corse dans sa partie la plus méridionale.

### Hydrographie
Au nord du chaînon, tous les ruisseaux sont des affluents rive gauche de l'Ortolo qui se jette dans la Méditerranée à la plage d'Erbaju. Au sud-ouest, plusieurs ruisseaux, dont le principal est le Vivaggio, se jettent également dans la Méditerranée entre la plage de Roccapina et le golfe de Figari. Au sud-est, plusieurs ruisseaux convergent vers le ruisseau d'Orgone, branche-mère du Stabiacciu qui se jette dans la mer Tyrrhénienne au sud de Porto-Vecchio.

## Activités

### Randonnée et alpinisme
Il existe deux solutions pour démarrer la traversée du massif à partir du nord-est :
- plus délicatement, du col de Bacinu (809 m) descendre au col de Ferula (805 m) avant de s'engager dans un étroit et raide couloir vers Ferula et Punta Chantata (1 091 m), puis suivre la crête de Cumpulelli qui se termine à la Punta di Cumpulelli (1 299 m) ;
- plus aisément, de la route départementale D59, sous le col de Ferula, s'engager sur la route forestière en terre et faiblement carrossable qui mène aux bergeries de Bitalza (1 066 m) : de là, s'engager, à pied, vers le col d'Arghjetu en laissant le Monte Capeddu au Sud puis en passant sous la Punta di Cumpulelli sus-énoncée.

Les deux itinéraires se rejoignent au col de Mureddu (Morello sur carte IGN) où l'on aperçoit la Punta Furcuta (forme de fourche). Du col, on embrasse l'ensemble de la montagne corse et notamment la silhouette caractéristique de la Paglia Orba, facilement reconnaissable et pourtant très éloignée (85 kilomètres à vol d'oiseau).
On accède ensuite au col de Funtanella (1 122 m) puis à un plateau offrant deux possibilités :
- franchir le Malpassu (point culminant du massif à 1 371 m) ou l'arrière cour du Malpassu ;
- contourner le Malpassu en empruntant le chemin du Corbu e Tempesta puis en rejoignant la zone d'Apaseu, à l'ouest du massif, côté vallée de l'Ortolo.

Dans les deux cas, on rejoint la plaine d'Ovace sous la Punta d'Ovace (1 340 m), puis Bucca di Monaco sous la Punta Monaco (1 292 m).
L'itinéraire se termine par un léger plateau en ligne de crête menant à l'Omu di Cagna (Uomo di Cagna), terminaison sud-ouest du massif avant la descente vers Gianuccio.

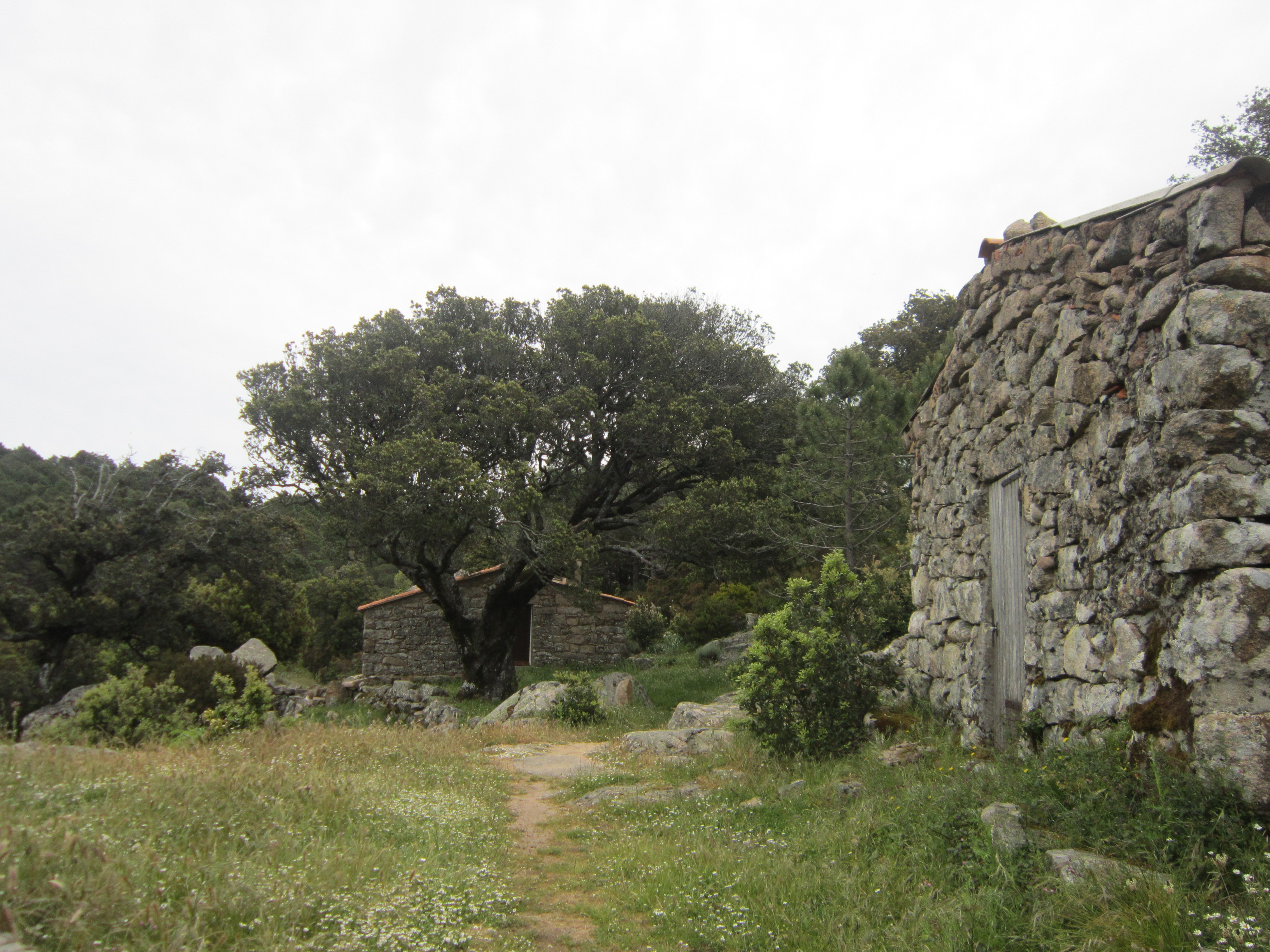
Les bergeries de Naseu (entrée)
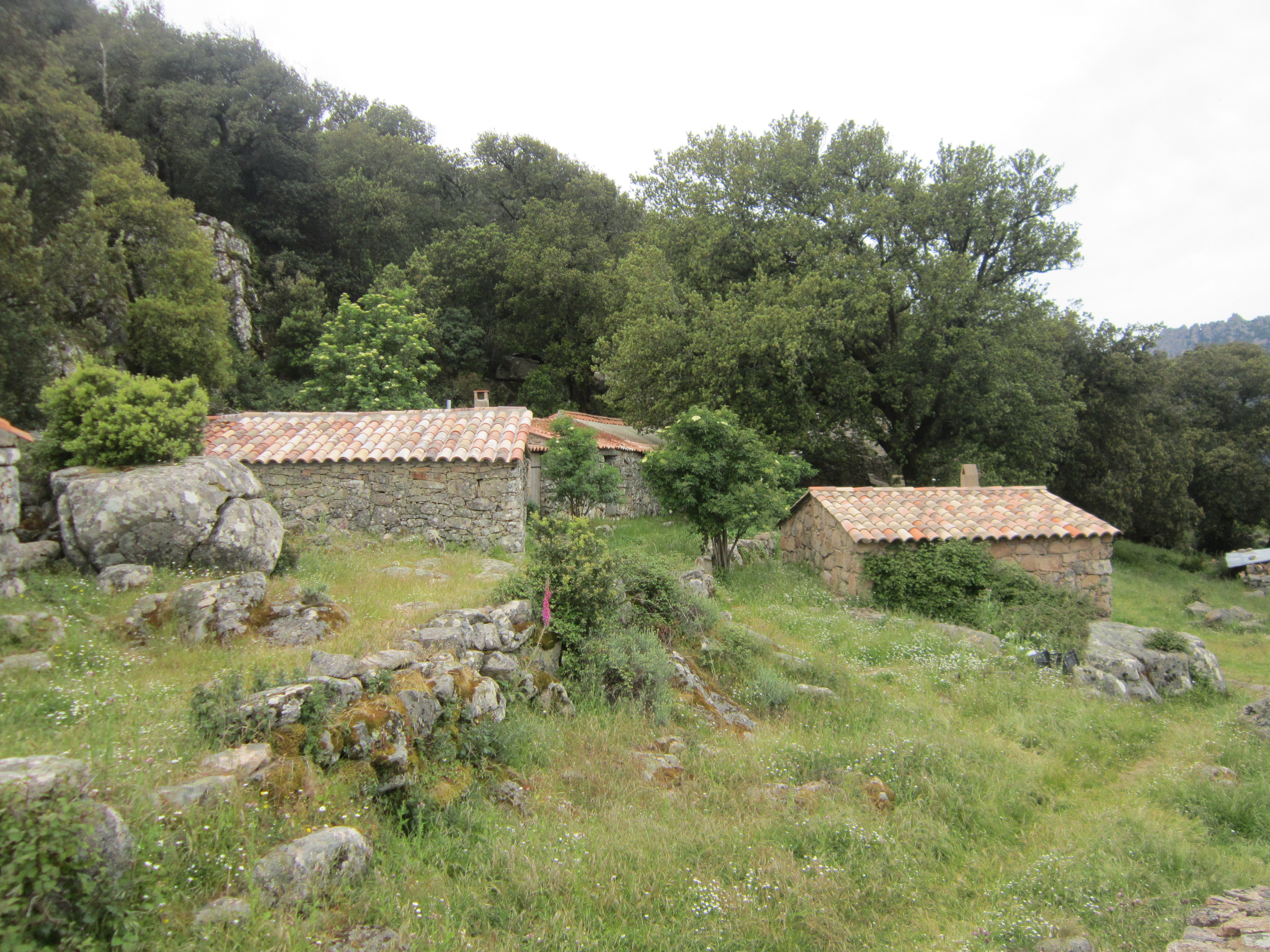
Les bergeries de Naseu (sud)
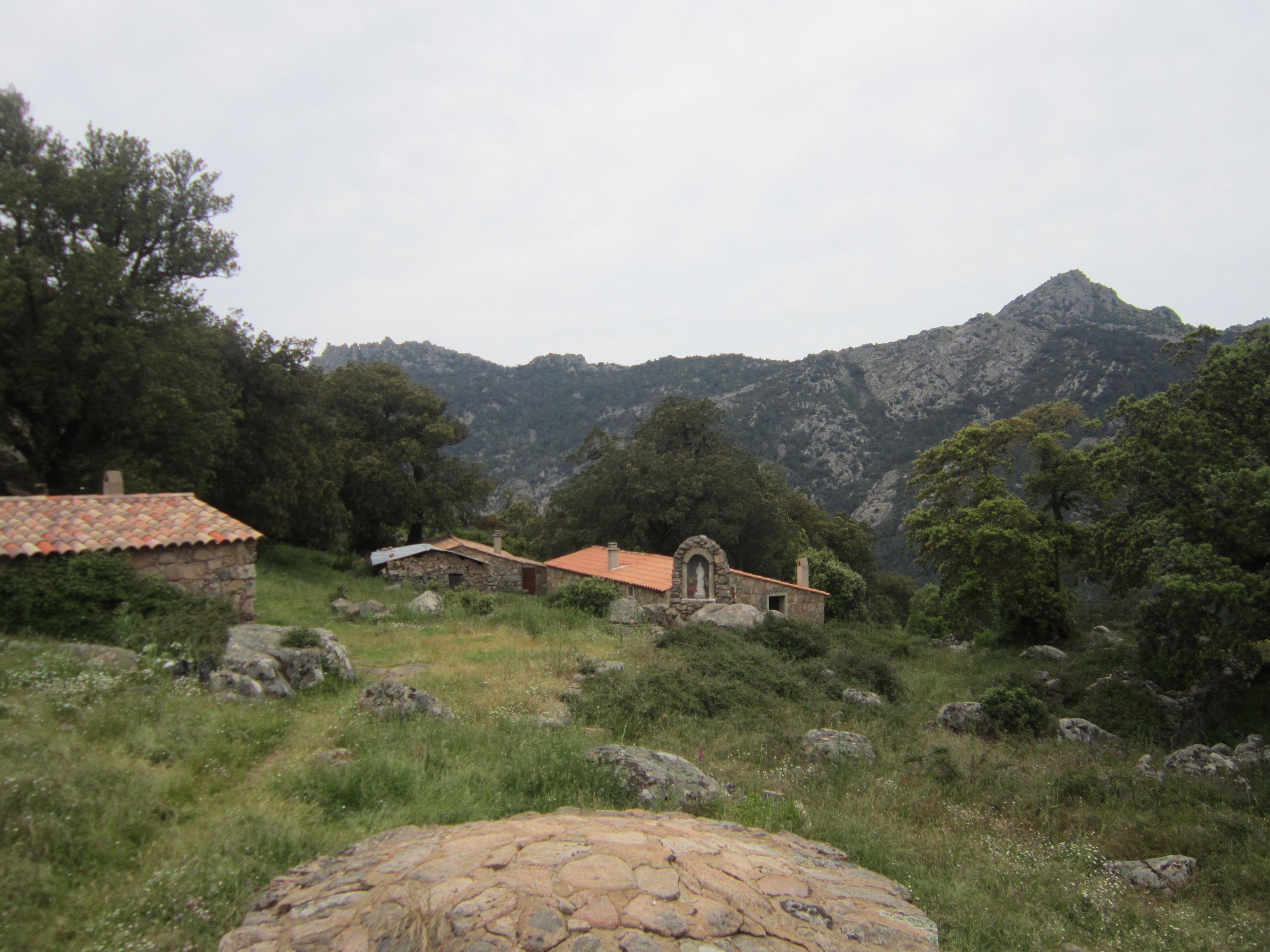
Les bergeries de Naseu avec vue sur l'Omu di Cagna et Punta Monacu
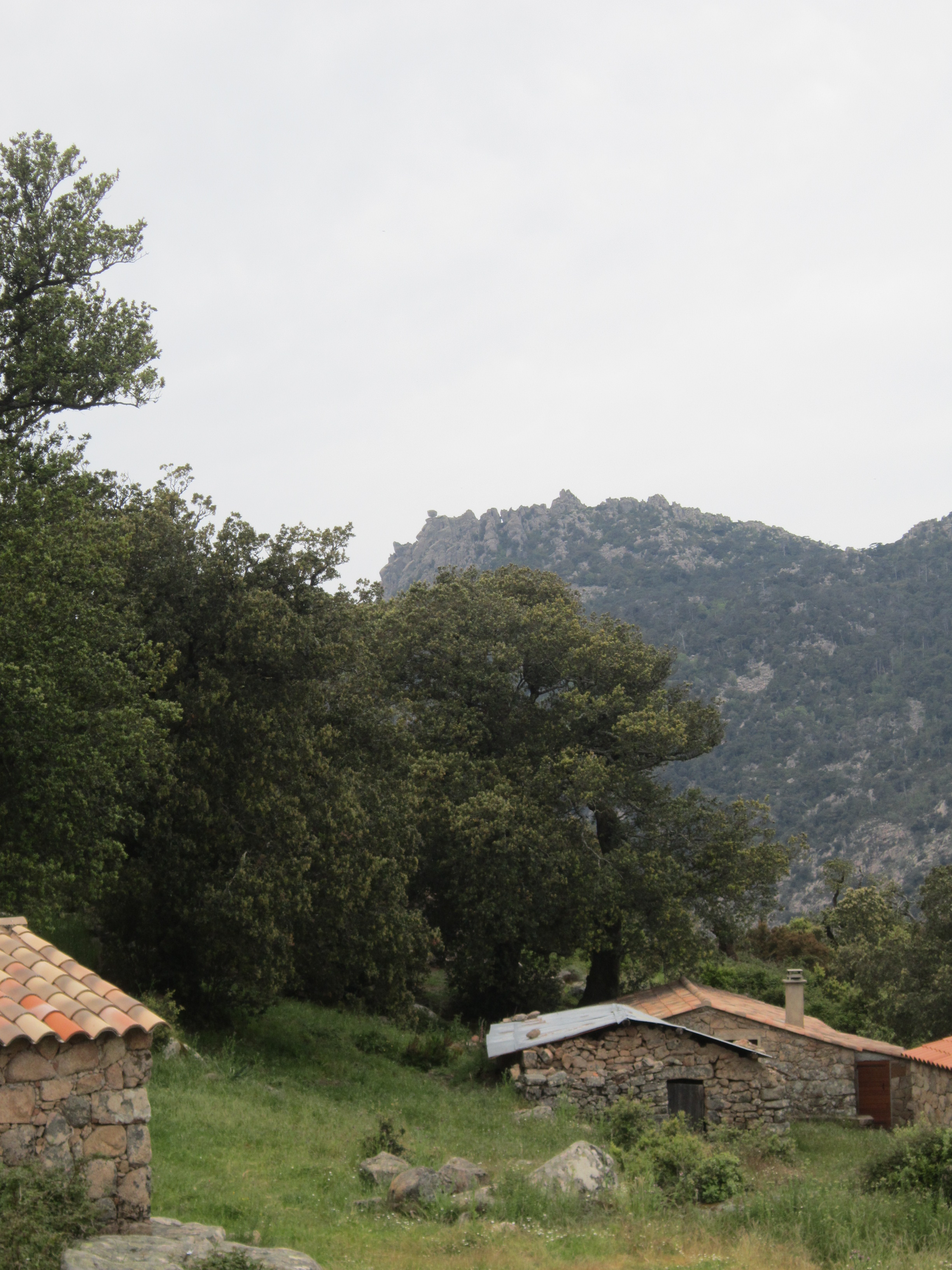
Les bergeries de Naseu avec vue sur l'Omu di Cagna
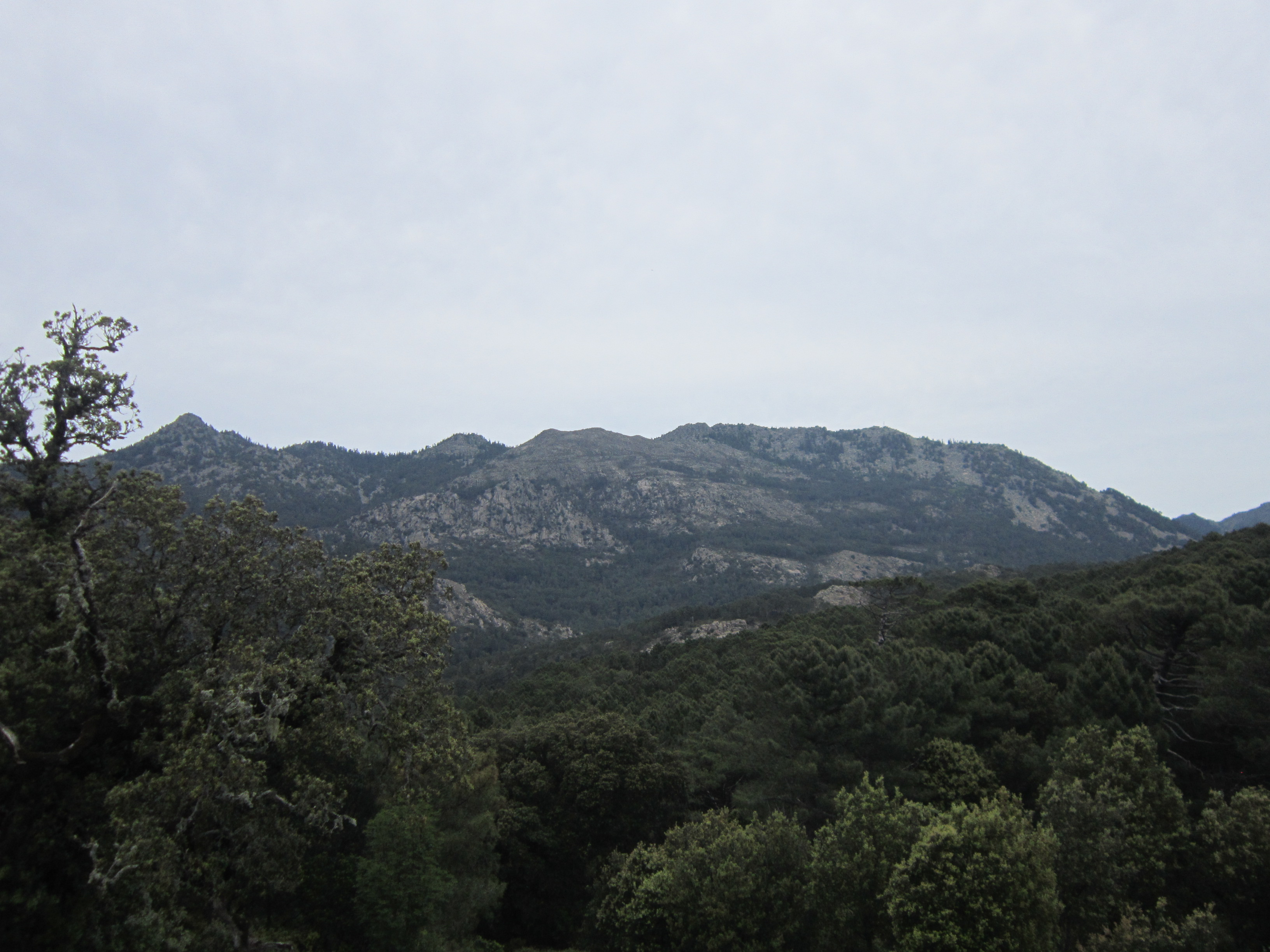
Punta d'Uvacce, Monte Tignosu et Cima di U Malpassu
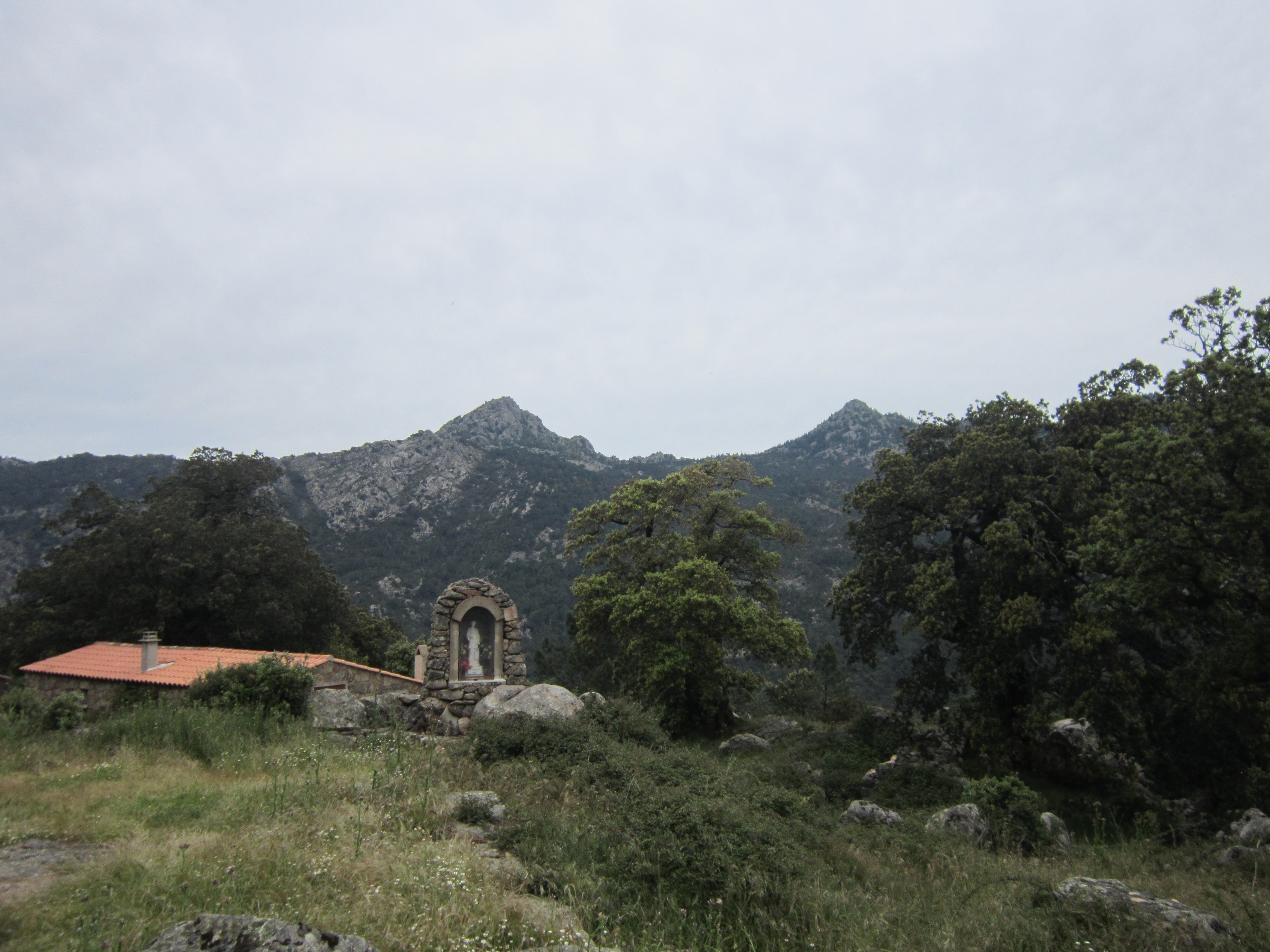
Punta di Monacu et Punta d'Uvacce vus des bergeries de Naseu.Statue de Saint Laurent au centre du hameau.
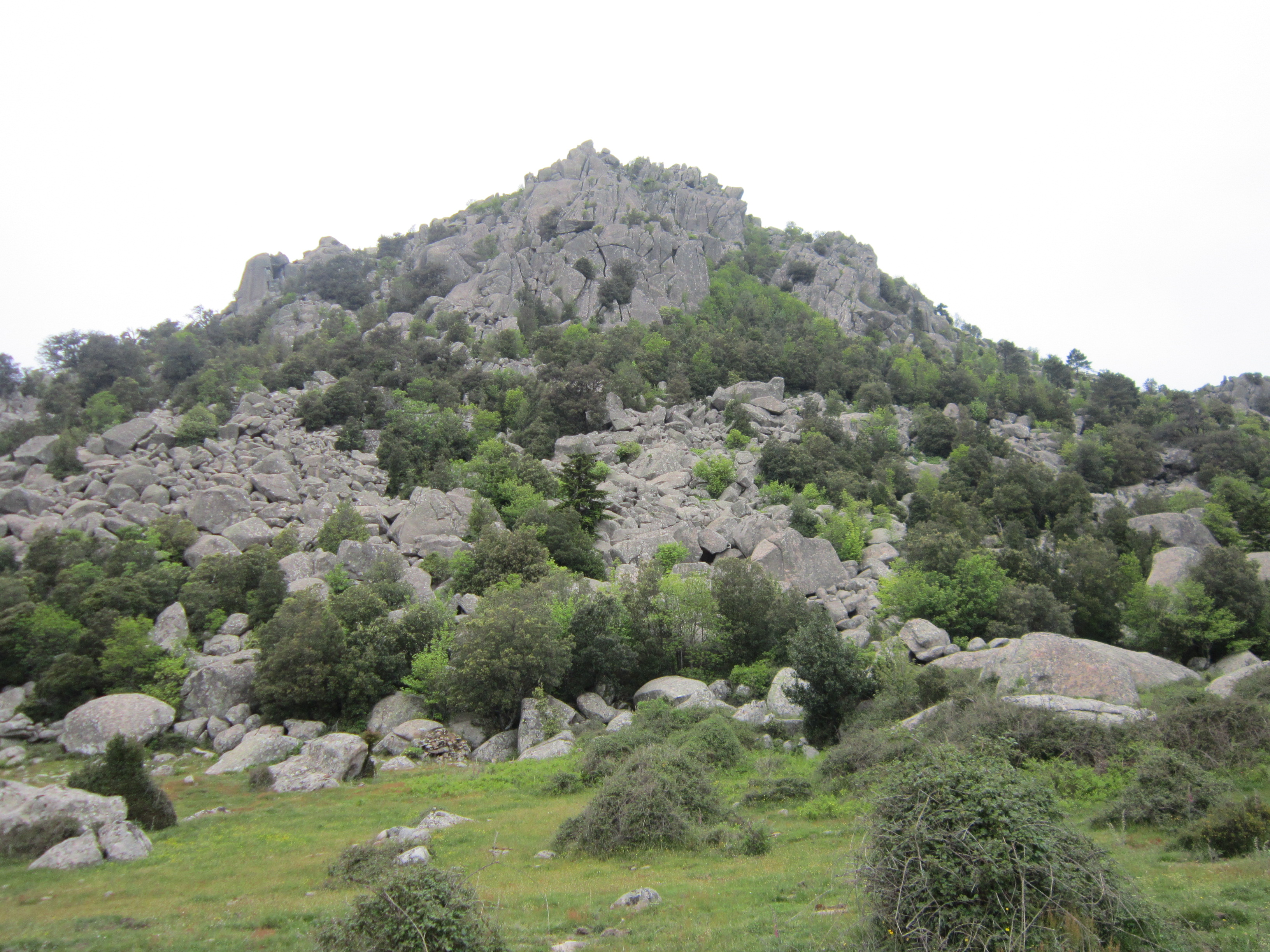
Punta di Monacu
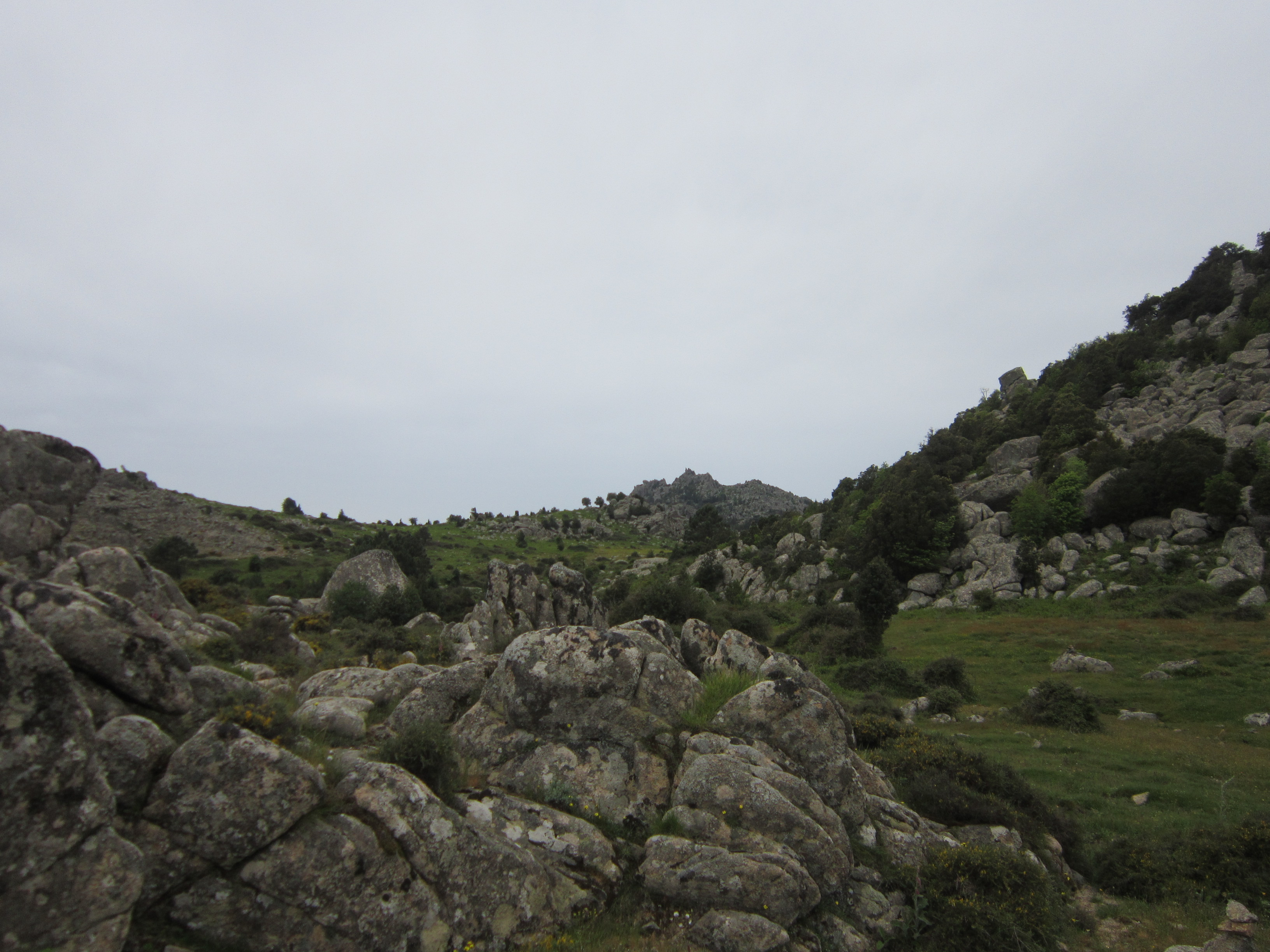
L'Omu di Cagna vu de la Bucca Monaca
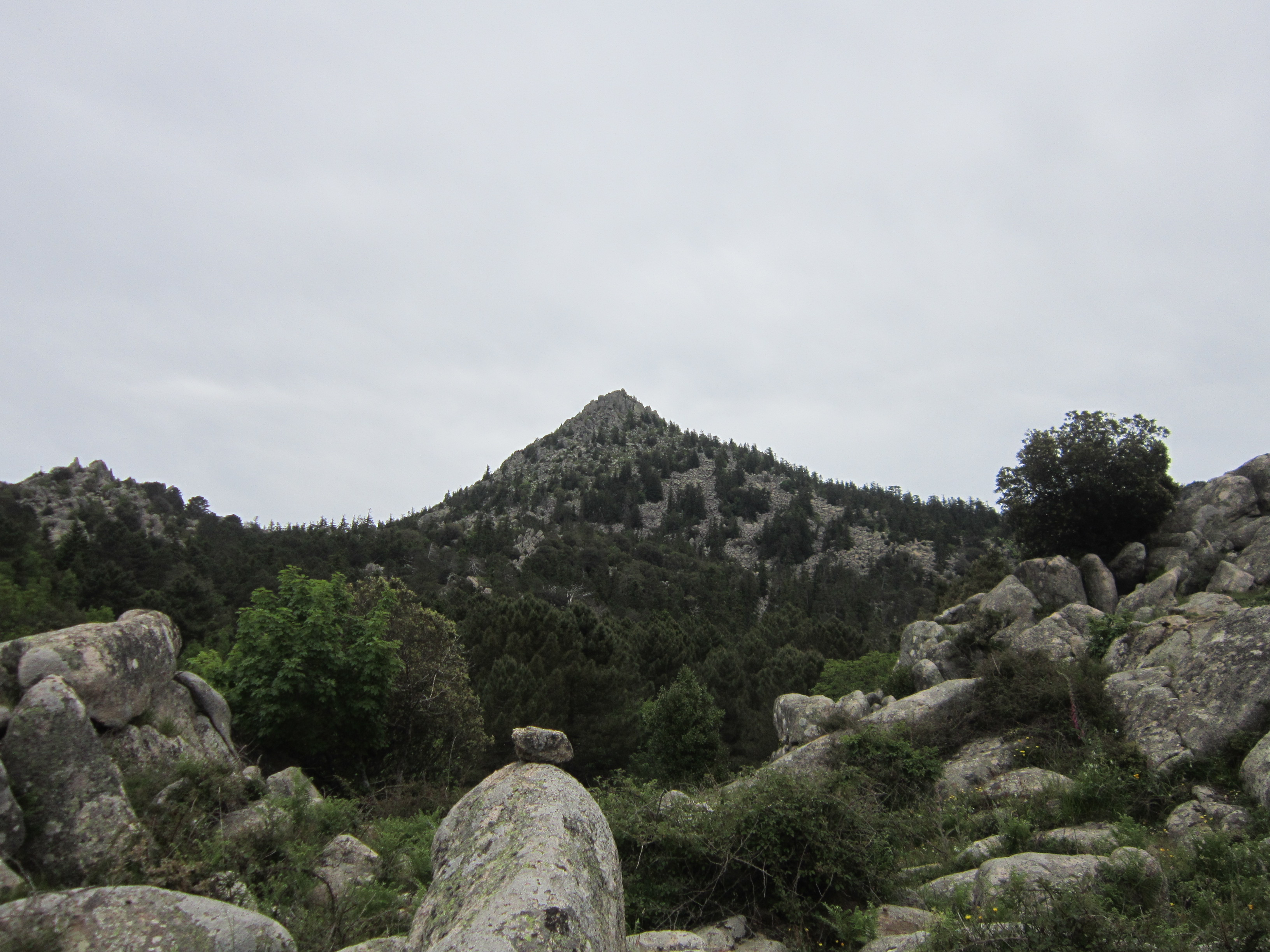
Punta d'Ovacce
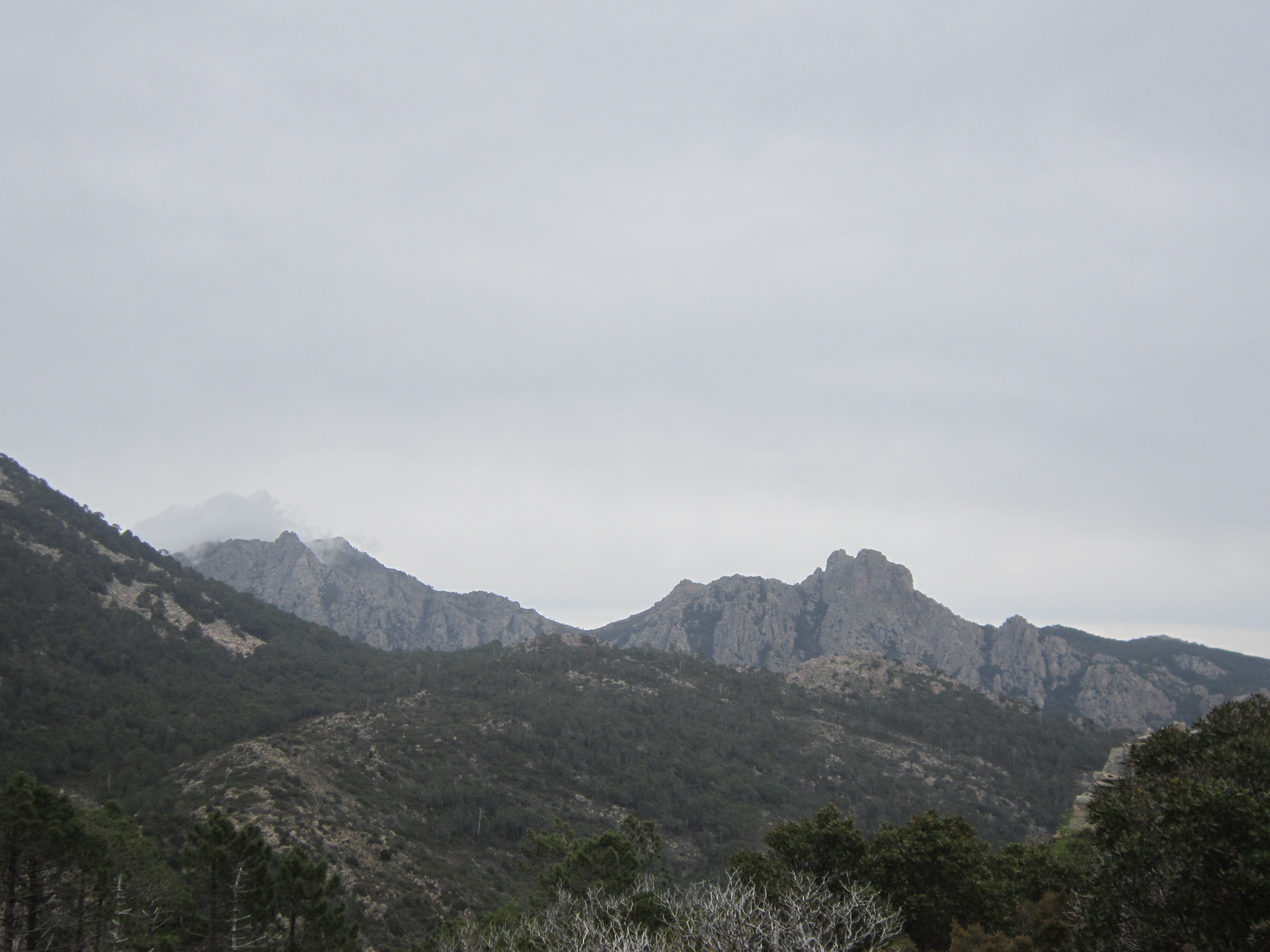
Punta Furcata et Capeddu vus de Bucca di i Tonari
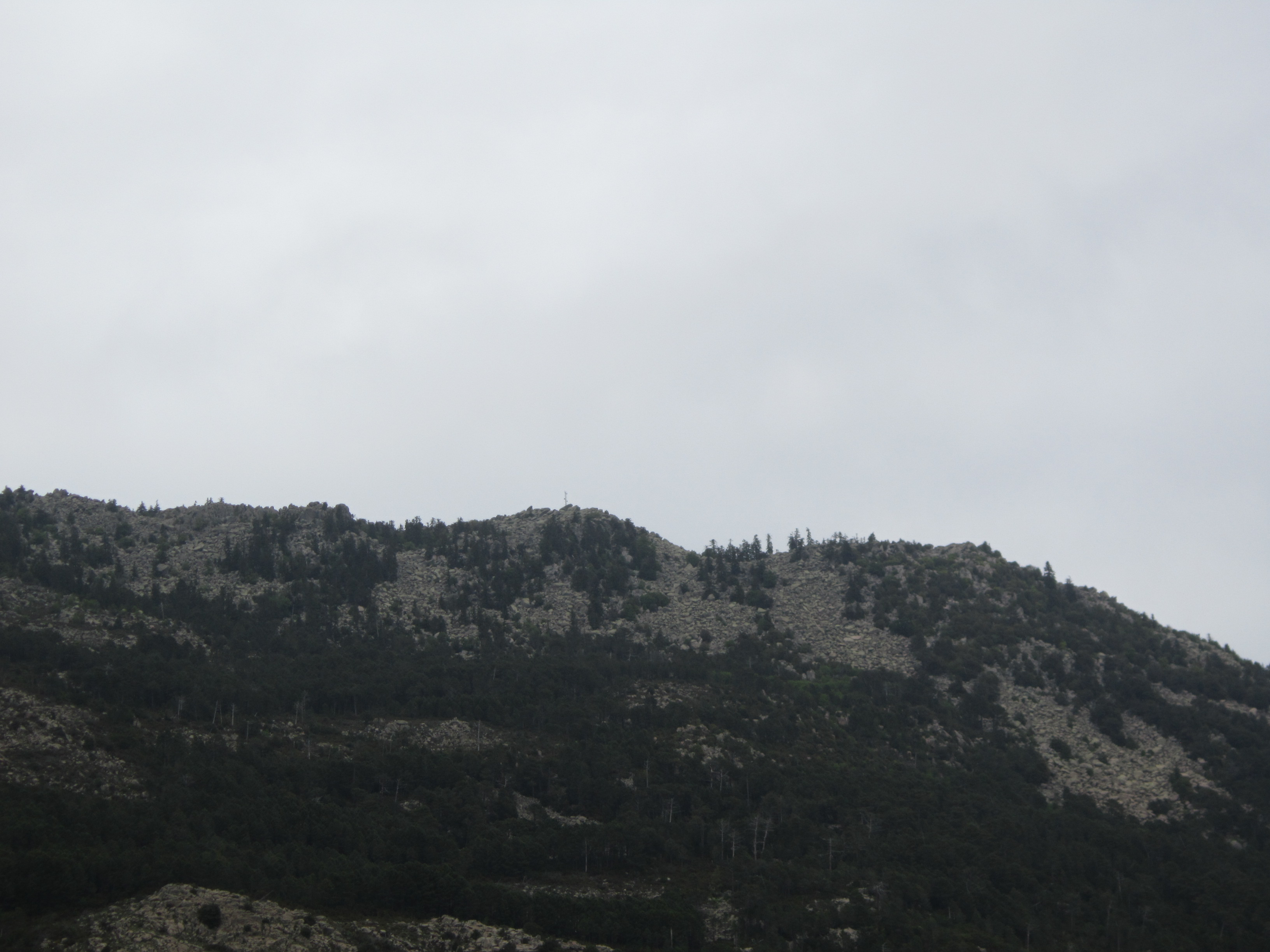
Cime du « Mauvais pas » (Malpassu)

## Culture populaire

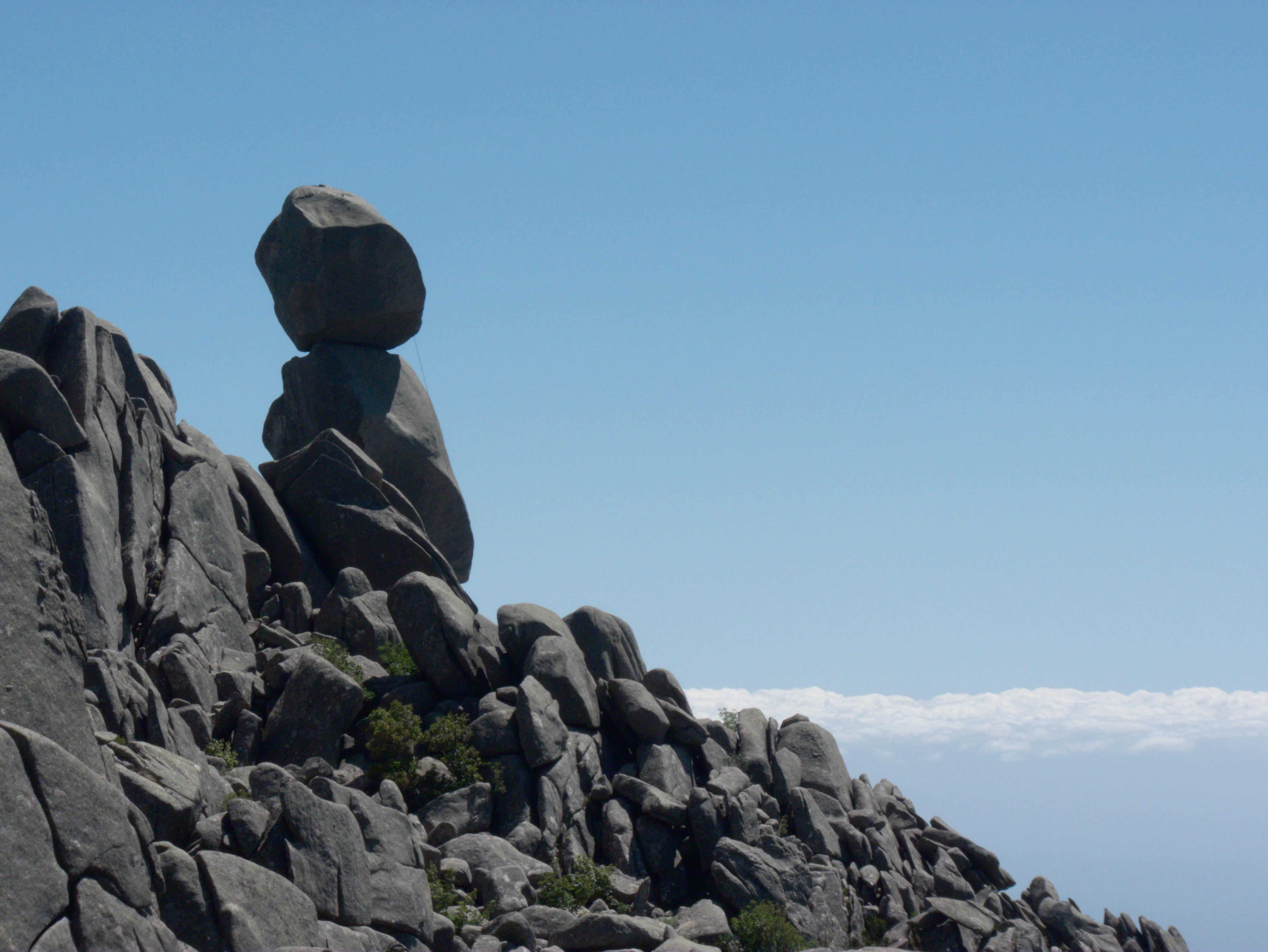
Vue de l'« homme de Cagne ».

Un empilement de rochers, visible de loin, est appelé l'« homme de Cagne » (Omu di Cagna) à cause de sa ressemblance avec une silhouette humaine.